# Río Baudó
Pour les articles homonymes, voir Baudo.
Le río Baudó est un fleuve de Colombie.

## Géographie
Le río Baudó prend sa source dans la serranía del Baudó, dans le département du Chocó. Il coule ensuite vers le sud avant de se jeter dans l'Océan Pacifique au niveau de la municipalité de Bajo Baudó.